# Walter Schreifels

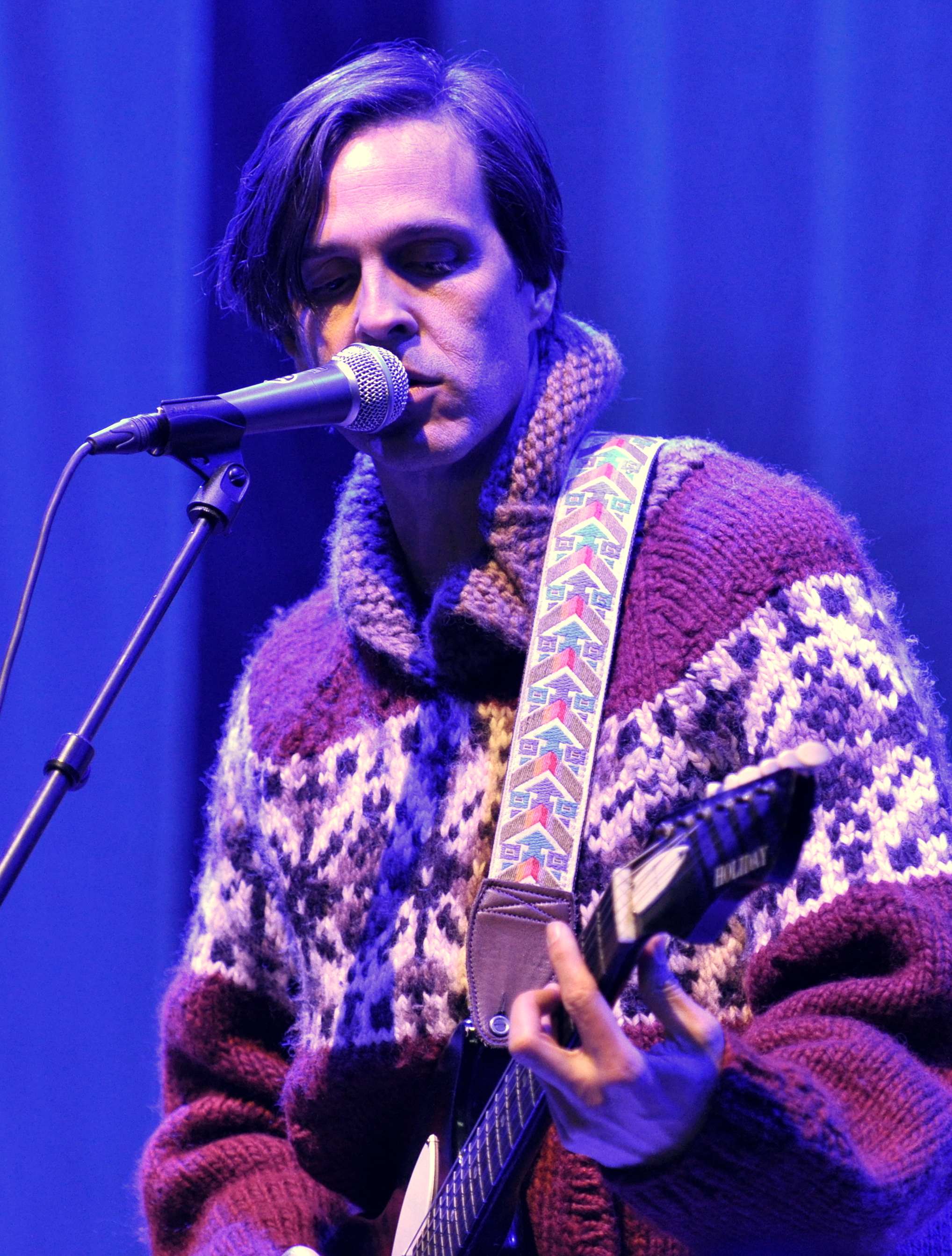
Walter Schreifels, Groezrock 2013

Walter Schreifels (* 10. März 1969 in New York City) ist ein US-amerikanischer Rockmusiker und Produzent. Er war in den 1980er Jahren Mitglied der Hardcore-Punk-Bands Youth of Today und Gorilla Biscuits, später war er unter anderem in den Bands Quicksand, Rival Schools, Walking Concert sowie als Solo-Künstler tätig.

## Leben und Karriere

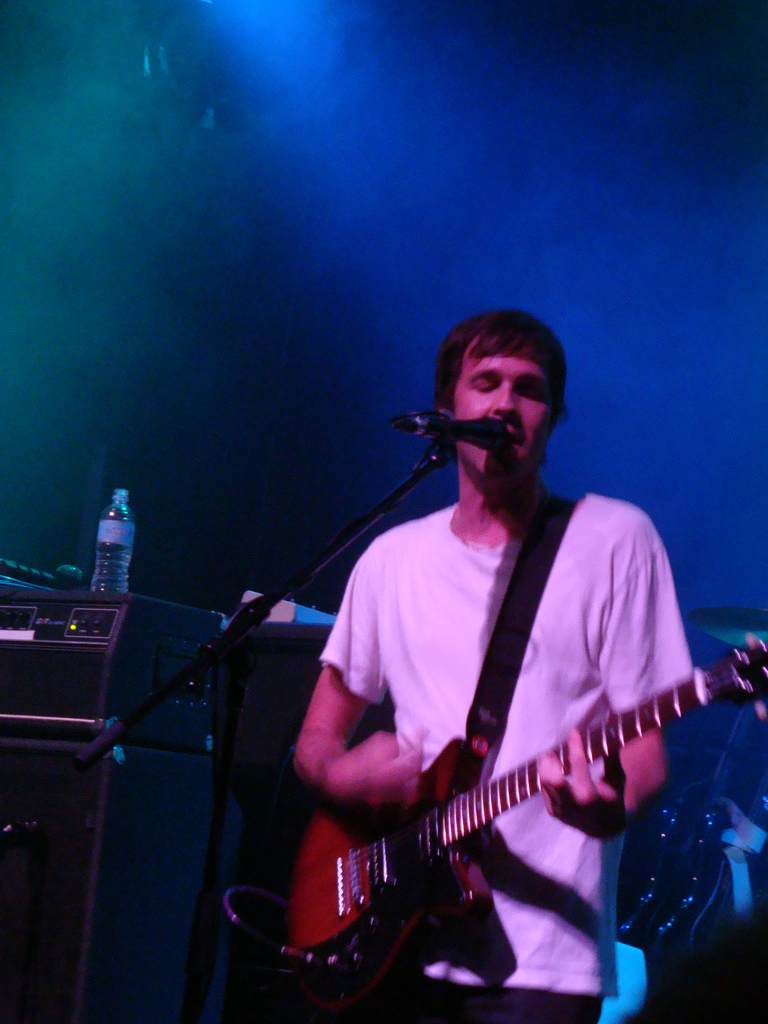
Schreifels bei einem Auftritt mit Rival Schools 2009

In den späten 1980ern war Schreifels Mitglied vieler New-York-Hardcore-Bands, darunter Youth of Today, bei denen er Bass spielte, und Gorilla Biscuits, bei denen er als Gitarrist tätig war. Beide Gruppen waren dem Straight-Edge-Gedanken verschrieben.
Ab 1989 – noch vor der Auflösung der Gorilla Biscuits – gründete Schreifels die Band Moondog, deren unveröffentlichte Aufnahmen und Demos erst im Oktober 2006 durch Anthology Recordings veröffentlicht wurden. Nach einem Konzert im CBGB wurde aus Moondog die stärker Metal-orientierte Post-Hardcore-Band Quicksand. In diesen Projekten war Schreifels Frontman und Hauptsongwriter.
Schreifels arbeitete Mitte der 1990er Jahre in der Gruppe CIV weiterhin mit den Musikern seiner ehemaligen Band Gorilla Biscuits zusammen und schrieb nach eigenen Angaben das erste CIV-Album Set Your Goals, ohne als Mitglied der Band zu gelten.
1997 gründete Schreifels zusammen mit Sammy Siegler und Matt Pincus das Label Some Records. 1999 produzierte er das Album No Division von Hot Water Music. Später gründete er die Melodic-Indie-Rock-Band Rival Schools. Diese veröffentlichte im Jahr 2001 das Album United by Fate auf Island Records und trennte sich 2003. Walking Concert, sein nächstes Projekt, ist von britischen Bands und Interpreten wie Elvis Costello, The Kinks und The Smiths beeinflusst und veröffentlichte 2004 das Album Run to be Born. 2005 kam es zu einer Reunion der Gorilla Biscuits; Seit 2006 lebt Schreifels zeitweise in Berlin. Seit 2008 ist auch die Band Rival Schools wieder aktiv, die 2011 ihr zweites Album „Pedals“ veröffentlichte. Zudem veröffentlichte Rival Schools das in der Anschlussphase zu „United by Fate“ aufgenommene Material, welches geleakt und für mehrere Jahre im Internet aufgetaucht und „lost“ war, im Jahr 2013 auf dem Album „Found“.
Im Jahr 2009 zeichnete Schreifels als Koautor für Mach den Bibo, einen Charthit von Olli Schulz, verantwortlich. 2010 erschien Schreifels Solo-Akustik-LP An Open Letter to the Scene, auf der er den Agnostic-Front-Song Society Suckers covert. Seine Begleitband für die Tournee im gleichen Jahr bestand aus Bassist Arthur Smilios (Gorilla Biscuits), Schlagzeuger Drew Thomas (Youth of Today), Gitarrist Dave Hill und Gitarrist/Keyboarder John Herguth (Atlantic/Pacific, House & Parish).
Zudem übernahm er auf dem 2008 erschienenen Album Egotronic von der gleichnamigen Band (deutscher Electro/-Punk) Background-Vocals in dem Lied Kotzen (feat. Walter Schreifels). 2012 sang er auf dem Album Wo es Beginnt von der Band Madsen den Refrain in dem Lied Love is a Killer feat. Walter Schreifels.